# Kanton Saint-Joseph (Réunion)
 Saint-Joseph  is een kanton van het Franse overzeese departement Réunion. Het kanton maakt deel uit van het arrondissement Saint-Pierre. In 2021 telde het 28.360 inwoners.
Het kanton werd gevormd ingevolge het decreet van 24 februari 2014, met uitwerking op 22 maart 2015, met Saint-Joseph als hoofdplaats.
Het kanton omvat uitsluitend een (oostelijk) deel van de gemeente Saint-Joseph.